# Ukrán útlevél
Az ukrán útlevél nemzetközi útiokmány, amelyet Ukrajna bocsát ki, és amely az ukrán állampolgárság igazolására is szolgál. Az útlevél adatait ukrán és angol nyelven rögzítik. Az útleveleket külön kérésre állítják ki és 10 évig érvényesek. Két útlevél is kiadható azok számára, akik gyakran utaznak külföldre.

## Fizikai megjelenés
Az ukrán útlevél a nemzetközi normákat követi. Az első ukrán útlevelet (amely a korábbi szovjet útlevelet váltotta fel) 1994. június 4-én vezették be, míg a géppel olvasható útlevelek – amelyek az első oldal alján két géppel olvasható sort tartalmaztak – 1997-ben jelentek meg. A jelenlegi ukrán nemzetközi útlevél biometrikus. Ha vallási meggyőződése miatt az állampolgár nem akar biometrikus útlevelet kapni, akkor – ilyen irányú írásbeli nyilatkozat után – nem biometrikus útlevelet igényelhet.
A 2007 óta kiadott útlevelek fotói fekete-fehérek, lézernyomtatással. Biztonsági elemként a tulajdonos fényképe vízjel formájában, az útlevél megfelelő lapját a fény felé tartva is megjelenik. Korábban az útleveleket ragasztott színes fényképpel vagy színes nyomdai fotóval állították ki.
Az új biometrikus nemzetközi útlevelek borítója sötétkék és 32 oldalt tartalmaznak. Az elülső borítón az ukrán címer látható. Felette az ukrán nyelvű „УКРАЇНА ПАСПОРТ”, alatta az angol „UKRAINE PASSPORT” felirat olvasható. (Mindkét felirat jelentése „UKRAJNA ÚTLEVÉL”.) Az előlap alján a szokásos biometrikus szimbólum található.

### Személyazonossági információkat tartalmazó oldal

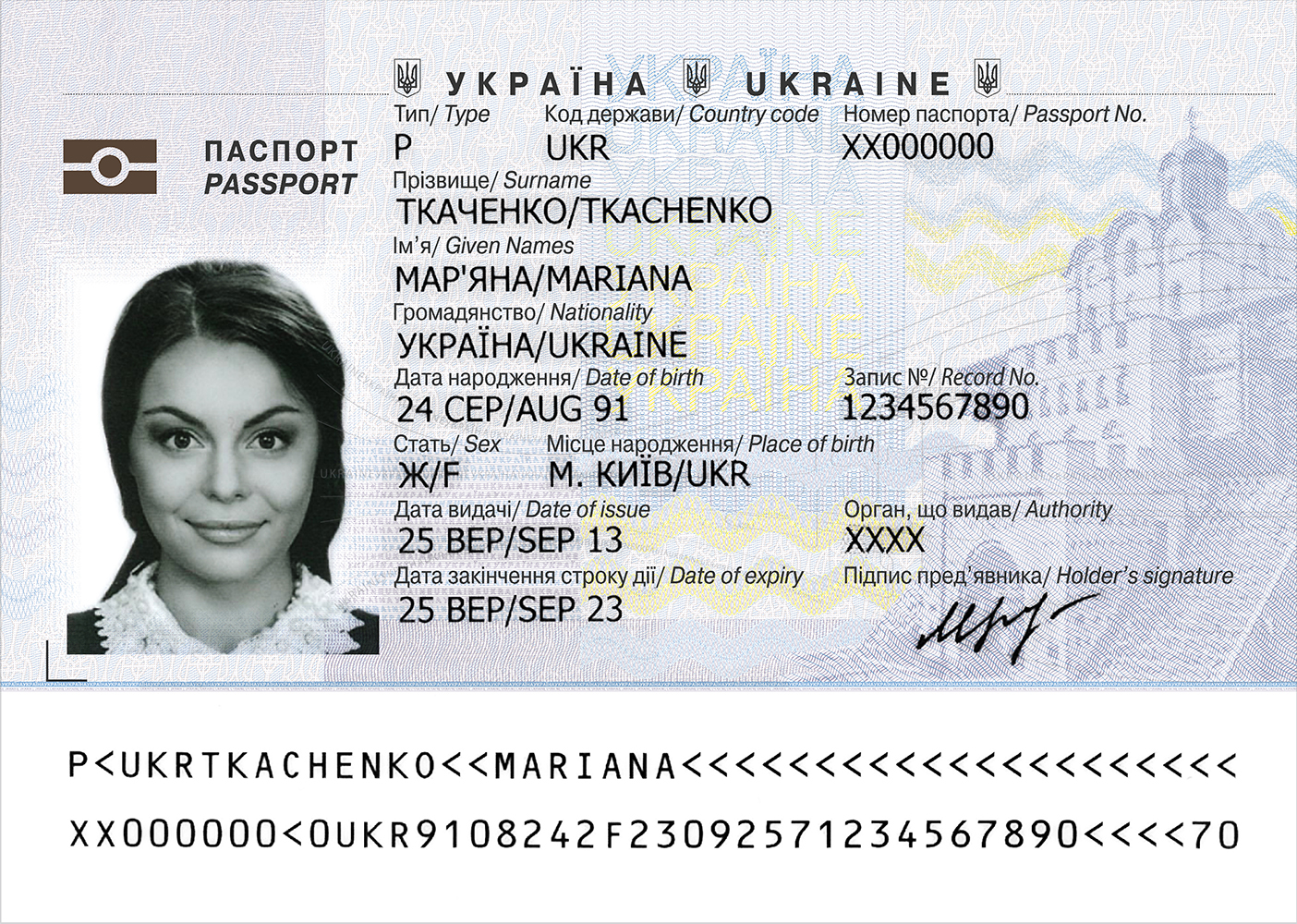
Biometrikus adatokat is tartalmazó ukrán útlevél adatlapja (minta fiktív adatokkal)

Az ukrán útlevél adatlapja a következő információkat tartalmazza:
- Fotó az útlevél tulajdonosáról
- Típus (P)
- Kód (UKR)
- Útlevélszám
- Vezetéknév
- Keresztnevek
- Nemzetiség
- Születési dátum
- Személyi szám
- Nem
- Születési hely
- Kiadás dátuma
- Kiadó hatóság
- Lejárat dátuma
- Tulajdonos aláírása

Az információs oldal alján található a „P<UKR” kezdetű géppel olvasható vizsgálati zóna.

### Nyelvek
Az ukrán útlevél borítója és adatlapja ukrán és angol nyelvű. Főszabályként az útlevéltulajdonos – értelemszerűen ukrán cirill betűs írással írt – nevét a 2010-ben elfogadott átírási szabvány szerint írják át angolra. Aki ettől eltérő latin betűs írásmódot szeretne, az kérheti ezt, amennyiben van már valamilyen más irata, amelyben neve a kívánt latin betűs alakban szerepel.

### Egyéb ukrán útlevéltípusok
Ukrajna az általánosan használt útlevélhez hasonló, speciális útiokmányokat alkalmaz bizonyos jogszabályban meghatározott célokra, többek között ilyen dokumentumokat állítanak ki diplomatáknak, szolgálati okból külföldre utazóknak, Ukrajnában élő hontalan személyeknek és az Ukrajnába befogadott menekülteknek.

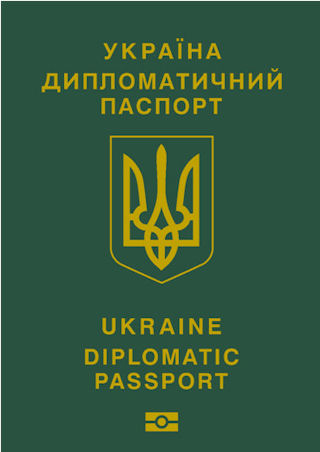
Diplomataútlevél
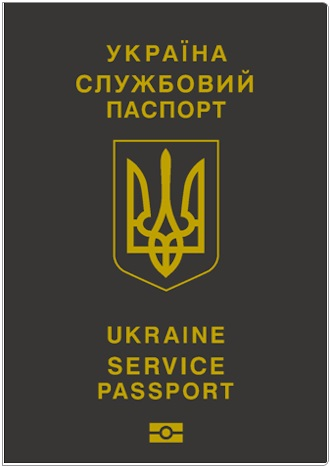
Szolgálati útlevél
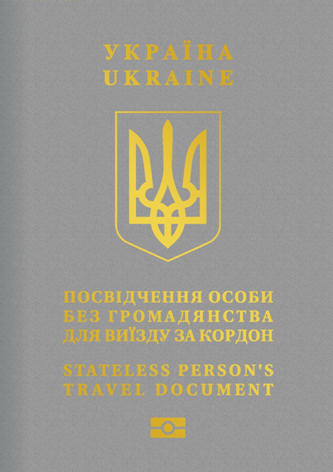
Hontalan személy útiokmánya
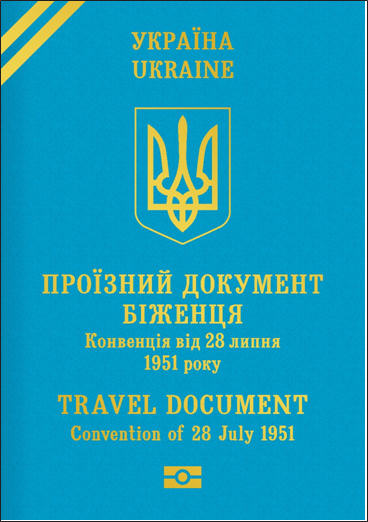
Menekült útiokmánya

## Vízumkényszer

Vízumkövetelmények az ukrán állampolgárok számra
Ukrajna
Vízummentes
Vízum kapható az érkezéskor
Elektronikus beutazási engedély
Vízum az érkezéskor vagy elektronikus úton
Vízum szerzése szükséges a beutazás előtt

Az általános ukrán útlevéllel rendelkező ukrán állampolgárok 128 országot látogathatnak meg vízum nélkül vagy az érkezéskor kiadott vízummal. Az ukrán útlevelet a Henley Passport Index 2018-as értékelése szerint a világ 41. helyén jegyzik az utazási szabadság szempontjából. (Ugyanez a rangsor Magyarországot a 10. helyre sorolja.)
Az Arton Capital Passport Index 2020-as rangsora az általános ukrán útlevelet a 11. helyre teszi az utazási szabadság szempontjából, 111-es vízummentességi pontszámmal. (Összehasonlításképpen: ebben a rangsorban Magyarország 132 ponttal holtversenyben a negyedik helyen áll.)
Az ukrán biometrikus útlevéllel vízummentesen lehet beutazni az Európai Unióba illetve a schengeni övezetbe.

## Fordítás
- Ez a szócikk részben vagy egészben  az   Ukrainian passport című angol Wikipédia-szócikk ezen változatának fordításán alapul.  Az eredeti cikk szerkesztőit annak laptörténete sorolja fel. Ez a jelzés csupán a megfogalmazás eredetét és a szerzői jogokat jelzi, nem szolgál a cikkben szereplő információk forrásmegjelöléseként.